# 수브미토돈속
수브미토돈속(Submyotodon)은 애기박쥐과에 속하는 박쥐 속이다. 3종의 현존 종을 포함하고 있다.

## 특징
작은 박쥐류로 머리부터 몸까지 길이는 35~47mm, 전완장은 31.7~35mm이다. 꼬리 길이는 31.3~40.2mm이다.

## 분포
인도아대륙에 널리 분포하며, 중국 남부와 대만에서 발견된다.

## 하위 종
- 톰스윗수염박쥐 (Submyotodon caliginosus)
- 넓은주둥이윗수염박쥐 (Submyotodon latirostris)
- 무핑윗수염박쥐 (Submyotodon moupinensis)
- † Submyotodon petersbuchensis

## 계통 분류
다음은 윗수염박쥐아과의 계통 분류이다.

|  | 톰스윗수염박쥐, 무핑윗수염박쥐 |
|  |                                |
|  | 넓은주둥이윗수염박쥐           |
|  |                                |

|  | 대부분의 신북구 분류군                                                                          |
|  |                                                                                                 |
|  | \| \| 브란트박쥐, 우수리윗수염박쥐 \| \| \| \| \| \| 신열대구 및 일부 신북구 분류군 \| \| \| \| |
|  |                                                                                                 |
|  | 브란트박쥐, 우수리윗수염박쥐                                                                    |
|  |                                                                                                 |
|  | 신열대구 및 일부 신북구 분류군                                                                  |
|  |                                                                                                 |

|  | 브란트박쥐, 우수리윗수염박쥐   |
|  |                                |
|  | 신열대구 및 일부 신북구 분류군 |
|  |                                |

|  | 대부분의 신북구 분류군                                                                          |
|  |                                                                                                 |
|  | \| \| 브란트박쥐, 우수리윗수염박쥐 \| \| \| \| \| \| 신열대구 및 일부 신북구 분류군 \| \| \| \| |
|  |                                                                                                 |
|  | 브란트박쥐, 우수리윗수염박쥐                                                                    |
|  |                                                                                                 |
|  | 신열대구 및 일부 신북구 분류군                                                                  |
|  |                                                                                                 |

|  | 브란트박쥐, 우수리윗수염박쥐   |
|  |                                |
|  | 신열대구 및 일부 신북구 분류군 |
|  |                                |

|  | 톰스윗수염박쥐, 무핑윗수염박쥐 |
|  |                                |
|  | 넓은주둥이윗수염박쥐           |
|  |                                |

|  | 대부분의 신북구 분류군                                                                          |
|  |                                                                                                 |
|  | \| \| 브란트박쥐, 우수리윗수염박쥐 \| \| \| \| \| \| 신열대구 및 일부 신북구 분류군 \| \| \| \| |
|  |                                                                                                 |
|  | 브란트박쥐, 우수리윗수염박쥐                                                                    |
|  |                                                                                                 |
|  | 신열대구 및 일부 신북구 분류군                                                                  |
|  |                                                                                                 |

|  | 브란트박쥐, 우수리윗수염박쥐   |
|  |                                |
|  | 신열대구 및 일부 신북구 분류군 |
|  |                                |

|  | 대부분의 신북구 분류군                                                                          |
|  |                                                                                                 |
|  | \| \| 브란트박쥐, 우수리윗수염박쥐 \| \| \| \| \| \| 신열대구 및 일부 신북구 분류군 \| \| \| \| |
|  |                                                                                                 |
|  | 브란트박쥐, 우수리윗수염박쥐                                                                    |
|  |                                                                                                 |
|  | 신열대구 및 일부 신북구 분류군                                                                  |
|  |                                                                                                 |

|  | 브란트박쥐, 우수리윗수염박쥐   |
|  |                                |
|  | 신열대구 및 일부 신북구 분류군 |
|  |                                |